# Urgell

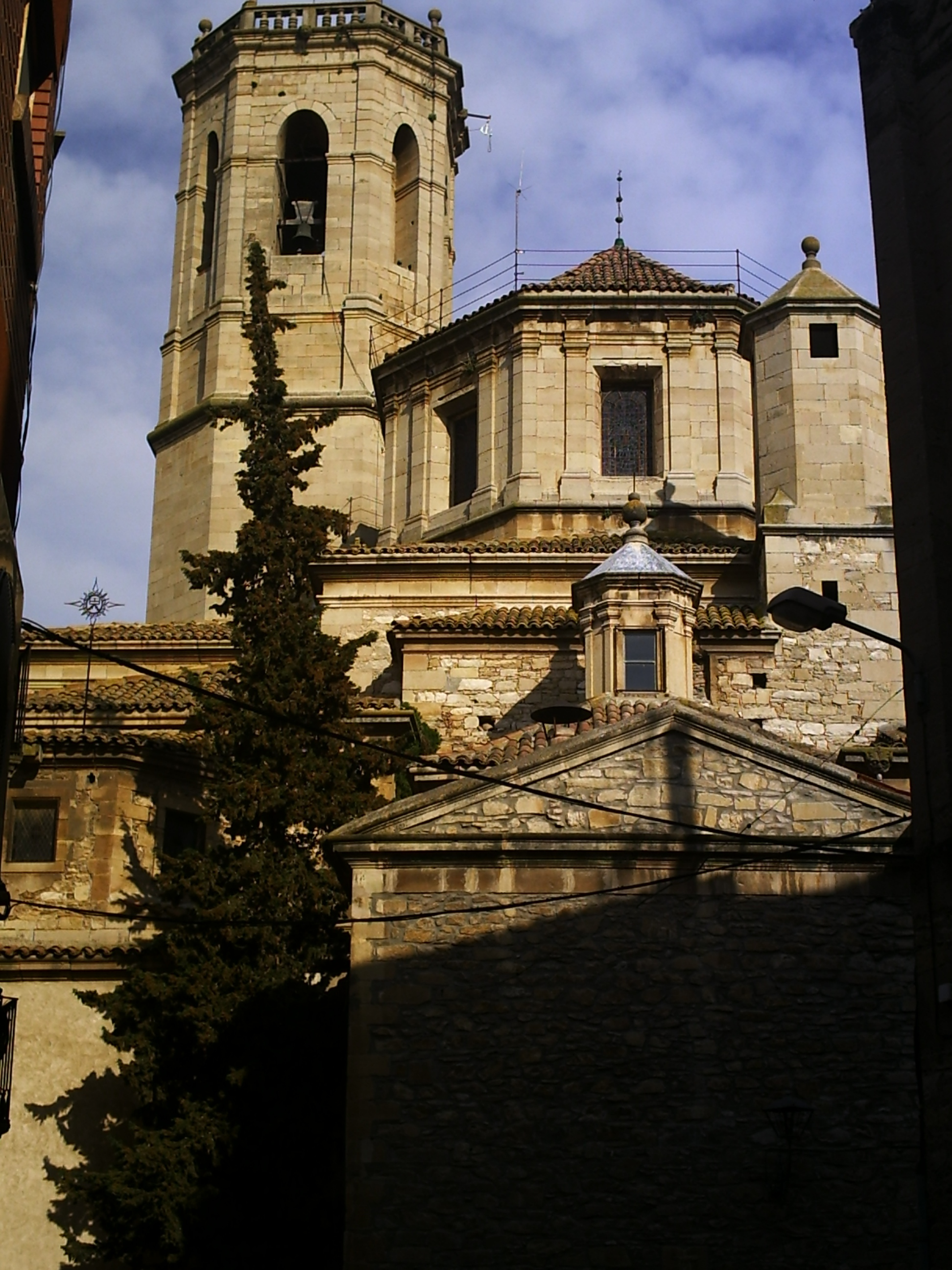
Tàrrega

Urgell (spanyolul Urgel) járás (comarca) Katalóniában, Lleida tartományban. Urgell Conca de Barberà, Garrigues, Pla d’Urgell, Noguera és Segarra comarcákkal határos.

A középkori történelemben fő nevezetessége, hogy apátsága a 716-os iszlám hódítás után is tovább működött; feljegyzései fennmaradtak.

## Települései
A települések utáni szám azok 2001-es népessége.
- Agramunt - 4759
- Anglesola - 1219
- Belianes - 586
- Bellpuig - 4088
- Castellserà - 1103
- Ciutadilla - 220
- La Fuliola - 1230
- Guimerà - 365
- Maldà - 271
- Nalec - 101
- Els Omells de na Gaia - 152
- Ossó de Sió - 239
- Preixana - 423
- Puigverd d’Agramunt - 253
- Sant Martí de Riucorb - 699
- Tornabous - 796
- Tàrrega - 12 848
- Vallbona de les Monges - 268
- Verdú - 1004
- Vilagrassa - 402